# Carl Johann Friedrich Schmitz
Carl Johann Friedrich Schmitz (8 de marzo de 1850 - 24 de enero de 1895) fue un botánico, algólogo, y micólogo alemán.

## Biografía
Estudió biología y matemática en las universidades de Bonn y Würzburg. Sus estudios fueron interrumpidos por la guerra franco-prusiana (1870-1871), durante el cual Schmitz fue enviado a Normandía, donde comenzó la recolección de algas marinas en la costa.
Volvió a Bonn después de la guerra, completando su doctorado, con una tesis titulada "Fibrovasalsystem im Blüthenkolben der Piperaceen". Luego pasó a trabajar en las universidades de Halle y Estrasburgo, así como Bonn, antes de ser nombrado profesor de Botánica y director del Jardín Botánico de Greifswald, de la Universidad de Greifswald, en 1884.
Después de su doctorado, Schmitz comenzó a dedicarse a las criptógamas, en particular, las algas. Demostró que las células de algas y hongos tienen núcleos y otros organelos, y los cloroplastos representan orgánulos celulares autónomos.
Realizó recolecciones en Grecia e Italia, trabajando en la Estación Zoológica de Nápoles en 1878. Preparó la Sección de Rhodophyceae de Engler y Prantl de Pflanzenfamilien, pero quedó incompleto al fallecer; y su asistente, Paul Hauptfleisch (1861-1906), quedó en manos de terminarlo.
Murió de neumonía a la temprana edad de 45 años, dejando tras de sí un legado significativo en algología.

## Obra
- 1892. Kleinere beiträge zur kenntniss der Florideen (Contribuciones más pequeñas para el conocimiento de Florideae): I-VI, 28 p.

- 1889. Systematische Üebersicht der bisher bekannten Gattungen der Florideen. 22 p.

- 1882. Die Chromatophoren Der Algen: Vergleichende Untersuchungen Über Bau und Entwicklung Der Chlorophyllkörper und Der Analogen Farbstoffkörper Der Algen (Los cromatóforos de algas: estudios comparativos sobre construcción y desarrollo del cuerpo colorantes análogos a la clorofila de algas). Reimpreso en 2010, por BiblioBazaar, 190 p. ISBN 1-149-08560-6, ISBN 978-1-149-08560-8

- 1879. Algae and Related Subjects: - Collected Works]

- 1872. Der Morphologische Aufbau Von Verhuellia Miq. Reimpreso en 2010 por Kessinger Publ. 28 p. ISBN 1-162-12936-0, ISBN 978-1-162-12936-5
- La abreviatura «F.Schmitz» se emplea para indicar a Carl Johann Friedrich Schmitz como autoridad en la descripción y clasificación científica de los vegetales.[3]